# Vesoul
Vesoul /vəˈzul/ è un comune francese di 17 086 abitanti capoluogo del dipartimento dell'Alta Saona, nella regione della Borgogna-Franca Contea.

## Società

### Evoluzione demografica
Abitanti censiti

## Amministrazione

### Gemellaggi
- Gerlingen, dal 1964